# Toyooka

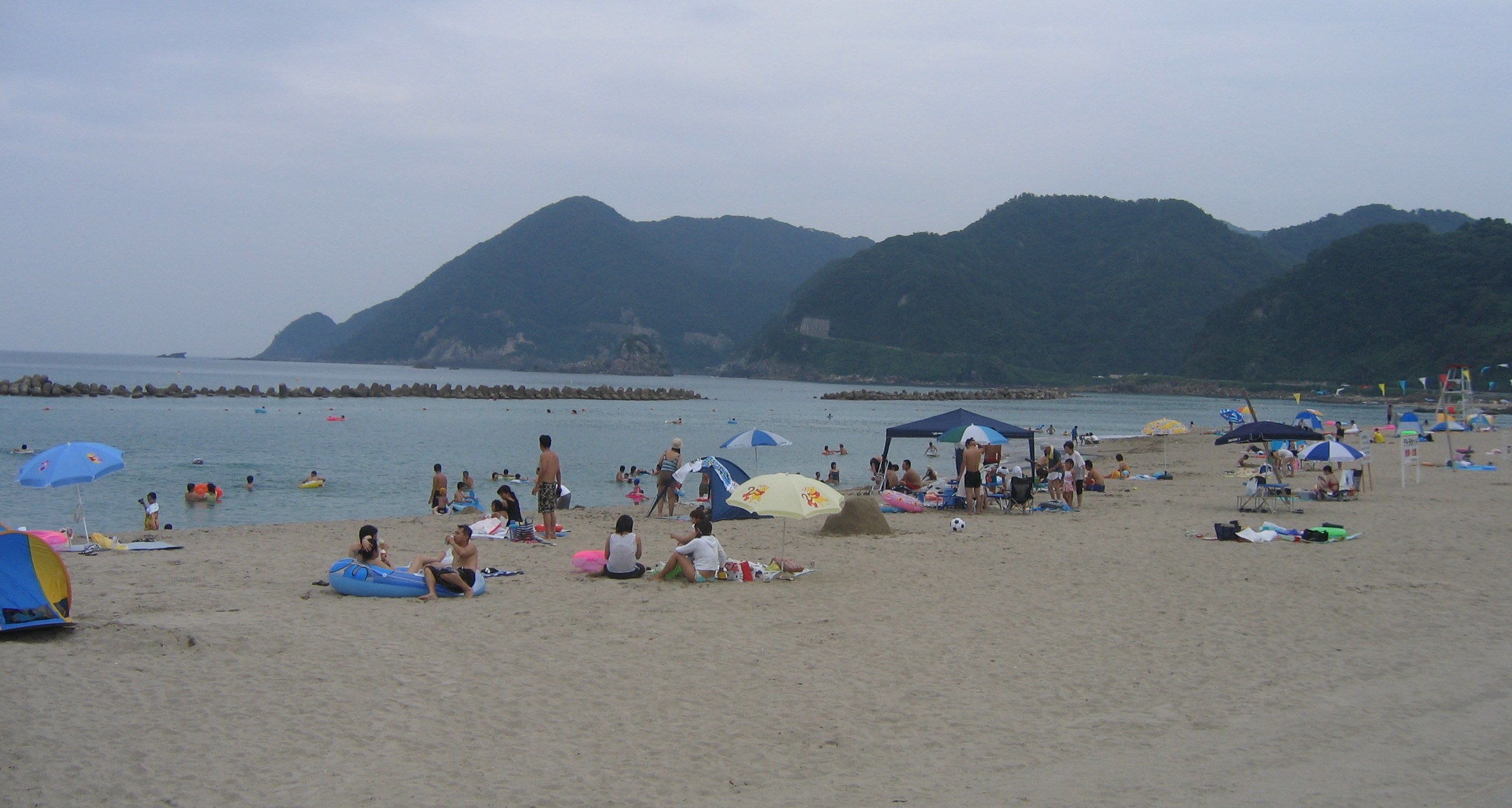
Takeno Beach

Toyooka (豊岡市, Toyooka-shi) és una ciutat a la part nord de la prefectura de Hyōgo, al Japó. El 2005, tenia una població estimada de 93.182 habitants i una densitat de població de 133,56 persones per km². La seua àrea és de 697,66 km². La ciutat va ser fundada l'1 d'abril de 1950. A 2005 estava formada per cinc barris, incloent Takeno, Tanto, Kinosaki, Hidaka, i Izushi. L'estació de San'in Main Line proporciona connexió directa amb Kyoto per tren, com ara a Osaka per la via de Fukuchiyama. L'aeroport que està més a prop és l'aeroport de Tajima. Toyooka és una ciutat agermanada de la ciutat valenciana d'Alacant.